# Luděk Forétek
Luděk Forétek (27. listopadu 1928, Olomouc – 9. února 1988, Šumperk) byl český herec a později i divadelní ředitel.

## Životopis
Mimo klasického základního vzdělání absolvoval obchodní akademii a vzápětí začal studovat na divadelní fakultě Akademie múzických umění v Praze. Jeho nejvýznamnějším učitelem a celoživotním přítelem se stal Radovan Lukavský. Luděk Forétek absolvoval DAMU v roce 1952 a po absolutoriu získal angažmá v Horáckém divadle v Jihlavě. Byť v Jihlavě strávil pouze jednu jedinou sezónu, vytvořil roli Francka v Maryši bratří Mrštíků a Václava IV. v Tylově Janu Husovi. Jak bylo ovšem v tehdejší době obvyklé, jeho rozvíjející se kariéru přerušila základní vojenská služba.
Po dvou letech ve vojenské uniformě se Luděk Forétek již do Horáckého divadla v Jihlavě nevrátil. Získal angažmá ve Slováckém divadle v Uherském Hradišti, kde nastoupil v roce 1955. Slovácko se vepsalo všestranně do jeho uměleckého života.[zdroj⁠?!] Luděk Forétek si tento kraj oblíbil, zamiloval si jeho rázovité postavy i jeho folklór, získal řadu celoživotních přátel.[zdroj⁠?!] Slovácké divadlo mu tehdy dovolilo rozvíjet jeho osobnost na takových postavách, jako byl Romeo ze známé Shakespearovy tragédie, Čestmír ve stejnojmenné Tylově hře, Antonín v Jiráskově Vojnarce a další. Ve Slováckém, divadle také našel svou celoživotní lásku, herečku Ludmilu Forétkovou. Z jejich vztahu se potom narodila herečka Ludmila Forétková mladší (1961).
Díky intrikám kolegů i tehdejšího ředitele Slováckého divadla Miroslava Zédy Luděk Forétek pochopil, že v takové atmosféře se pracovat nedá a odešel do angažmá v divadle v Kolíně.[zdroj⁠?!] Zde však strávil pouze jednu jedinou sezónu. Ředitel Miroslav Zéda dostal výpověď, jeho místo zaujal Josef Burda, který jmenoval uměleckým šéfem Aloise Hajdu. Ten od samotného počátku považoval odchod Luďka Forétka ze Slováckého divadla za naprosto nesmyslný[zdroj⁠?!] a získal jej pro divadlo v Uherském Hradišti zpátky.
Luděk Forétek potom strávil ve Slováckém divadle v Uherském Hradišti další desetiletí. Vytvořil celou řadu nádherných rolí: Jánošíka v Mahenově hře, Jaga v Othellovi W. Shakespeara, Hejtmana Šarovce ve stejnojmenné hře Františka Kožíka, která byla hrána na tvrzi ve městě Hluk, Švandu v Tylově Strakonickém dudákovi, Gorina v Ideálním manželovi O. Wildea. V roce 1965 rovněž dostal od vedení divadla nabídku, aby pracoval jako lektor dramaturgie. Podle dochovaných dramaturgických plánů se Luděk Forétek této funkce zhostil se ctí a plně nahradil neobsazenou funkci dramaturga, i když byl zatěžován náročnou hereckou prací.[zdroj⁠?!]
V roce 1967 se nad Slováckým divadlem začaly stahovat mraky. Tehdejší komunistické vedení tamního kraje se zcela nepokrytě rozhodlo Slovácké divadlo uzavřít a tamní umělecký soubor rozpustit. I když se plány komunistických potentátů nakonec nerealizovaly, umělecký soubor Slováckého divadla byl značně okleštěn a každý, kdo mohl, tak si našel angažmá jinde. Za této situace nemohl Luděk Forétek se svou manželkou Ludmilou Forétkovou ignorovat nabídku tehdejšího ředitele Severomoravského divadla v Šumperku Josefa Zajíce a spolu se svou manželkou – herečkou, angažmá přijal.
V Severomoravském divadle v Šumperku vytvořil Luděk Forétek řadu rolí. Z celé řady lze připomenout jenom ty nejvýznamnější: Shawova Higginse, Nešťastlivce z Ostrovského Lesa, Tětěreva z Gorkého Měšťáků, Tylova Husa, Jánošíka z Malovaného na skle, Šaška ze Shakespearova Večera tříkrálového, Vančurova Antonína Důru, Moliérova Tartuffa, Franka z Deníku Anny Frankové a další.
V roce 1981 odešel tehdejší ředitel Severomoravského divadla v Šumperku Vladimír Švabík do důchodu a na jeho místo byl jmenován právě Luděk Forétek. Spolu s tehdejším faktickým, byť nejmenovaným uměleckým šéfem Severomoravského divadla v Šumperku Františkem Čechem vytvořil dvojici, která vytáhla tamní divadlo z oblastní šedi a zařadila je na post jedné z nejvýznamnějších scén působících mimo metropole.[zdroj⁠?!] Největším husarským kouskem této dvojice bylo angažování celého ročníku JAMU v roce 1984.[zdroj⁠?!] Díky tomuto angažmá se ze Severomoravského divadla v Šumperku stalo divadlo obletované novináři, filmaři a televizními režiséry.[zdroj⁠?!] Řada tehdejších šumperských herců hrála ve filmech a v televizi. Spousta vynikajících osobností českého divadelního života absolvovala své první krůčky na profesionálním jevišti právě pod dohledem Luďka Forétka, ale jejich výčet by přesáhl možnosti této stati.[zdroj⁠?!] Ostatně Luděk Forétek sám byl častým hostem ostravského televizního studia a opravdoví znalci filmového umění identifikují jeho kreaci v roli Lancknechta v legendárním Vávrově filmu Kladivo na čarodějnice. Vcelku lze říci, že Luděk Forétek byl posledním českým divadelním principálem, tedy ředitelskou osobností, která nestaví svou kariéru na teroru řetězících se termínovaných smluv, ale na dělné kolektivní spolupráci celého uměleckého souboru, v němž každý přesně znal své místo a s každým bylo stoprocentně počítáno.[zdroj⁠?!]
Obrovská psychická náročnost vedoucí funkce, obavy o osud divadla a nesmírný tlak tehdejších vedoucích orgánů se zásadním způsobem podepsala na zdravotním stavu Luďka Forétka.[zdroj⁠?!] Posledního opravdového principála českého divadla postihl 19. ledna 1988 těžký infarkt, po němž upadl do kómatu.[zdroj⁠?!] Přes několika týdenní boj o život se Luděk Forétek z kómatu již neprobral a 9. února 1988 zemřel.